# Saggio sulla storia della società civile
Il Saggio sulla storia della società civile (in inglese An Essay on the History of Civil Society), pubblicata nel 1767 ad Edimburgo, è l'opera principale di Adam Ferguson.
Ferguson in questa opera si sofferma sull'analisi della società, considerata come la sorgente della morale e delle azioni umane e, quindi, della condizione umana stessa. Il suo lavoro si basa sull'osservazione dell'uomo nell'ambito dei rapporti sociali; proprio a questo si riconduce la sua fama di anticipatore delle moderne scienze sociali.
Il saggio fu accolto con particolare entusiasmo dai lettori, ebbe diverse edizioni e fu tradotto in varie lingue. Il saggio, acclamato dalla critica dopo la pubblicazione, godette di un vasto pubblico per circa trenta anni. Voltaire elogiò Ferguson per "avere civilizzato i russi" per come insegnò all'Università di Mosca.
L'opera tuttavia non fu apprezzata da David Hume, amico dell'autore, che la giudicò superficiale e gli consigliò di non pubblicarla. Proprio da quest'opera prenderanno spunto numerosi pensatori successivi, tra cui Smith, Hegel e Marx.

## Contenuti
L'opera è suddivisa in sei parti:
- Part I. Of the General Characteristics of Human Nature
- Part II. Of the History of Rude Nations
- Part III. Of the History of Policy and Arts
- Part IV. Of Consequences that result from the Advancement of Civil and Commercial arts
- Part V. Of the Decline of Nations
- Part VI. Of Corruption and Political Slavery

### Parte I - Delle caratteristiche generali della natura umana
Per Ferguson l'uomo è spinto ad agire secondo il principio di conservazione, il quale riguarda sia la conservazione fisica del singolo e della specie nel suo complesso, tipicamente animale, sia la capacità ed il desiderio di sentirsi membro di una comunità, tipicamente umani.
L'uomo infatti ha sempre vissuto fin dall'antichità in gruppi sociali, proprio per il suo essere propenso all'unione e all'associazione. Questa propensione lo spinge a seguire i comportamenti tenuti dagli altri uomini, rendendolo familiare alla compagnia e facendo sì che i divertimenti e i disappunti derivanti da questa diventino i principali piaceri e dolori della sua vita.
Proprio dal desiderio di difendere la propria comunità e quindi la propria fonte di felicità, nascerà nell'uomo quel coraggio necessario ad affrontare le più grandi battaglie che gli si presenteranno dinanzi (un esempio lo si ritrova nel devoto patriottismo degli antichi romani).

In contrapposizione al suo desiderio di associazione, infatti, per Ferguson è insito negli uomini anche quello che lui chiama “the seed of animosity”, che li porta a cercare con piacere il conflitto reciproco: 
Guardando fin dall'antichità si può infatti notare come gli uomini si siano sempre ripartiti in gruppi sociali divisi, che finivano per entrare in conflitto senza una materiale ragione di controversia; egli non vede però con connotazione negativa lo scontro tra nazioni, poiché proprio il sentirsi in una situazione di conflitto e di pericolo comune è stato fondamentale fra i popoli per far nascere in loro sentimenti patriottici, di affetto e amicizia reciproca che li ha uniti prevenendo così le divisioni interne; la violenza diventa quindi un'estensione della generosità e dell'amore verso i membri della propria comunità. Al contrario egli condanna i conflitti tra individui singoli, che sono il risultato di passioni detestabili che sfociano in rabbia e odio.
Studiando i sentimenti umani, Ferguson si è poi domandato quale fosse la fonte della felicità della specie umana; osservando il comportamento dell'uomo, appare evidente che egli, perseguendo i propri obiettivi egoistici, raggiunge solo una situazione di piacere momentanea, mentre la vera felicità dovrebbe essere ricercata nel benessere della comunità di cui fa parte, i cui interessi spesso coincidono con quelli del singolo; inoltre si può notare come nella realtà l'esercitare un atto di benevolenza, ossia l'apportare piacere e benefici al prossimo, possa riservare maggior felicità rispetto al perseguire il proprio desiderio egoistico.

### Parte II - Della storia delle nazioni primitive / Parte III - Della storia della politica e delle arti
Secondo Ferguson la “storia naturale della società” è articolata in stadi e per poterne capire gli usi, i costumi e le leggi si deve fare riferimento al modo in cui gli uomini si procurano da vivere:
- Il primo stadio è quello “selvaggio” in cui, non conoscendo la proprietà, si consumano in comune i prodotti della caccia e della pesca e l'organizzazione sociale è ad uno stato embrionale;

- Il secondo stadio è quello “barbarico”; gli uomini sono dediti alla pastorizia e si dividono, grazie all'istituzione della proprietà, in ricchi e poveri, dando vita a un'articolazione sociale complessa, che ha degli inconvenienti, ma è la condizione del progresso.

- Infine, gli uomini giungono allo stadio della “società civile”, tramite la quale diventano civilizzati: sul piano conoscitivo, trionfa la scienza e, su quello sociale, si instaura la comunità armonica disciplinata dalle leggi. Il governo ha la funzione di eliminare gli ostacoli che intralciano uno sviluppo armonico della società civile.

Da notare come, secondo Ferguson, “la civilizzazione è il risultato dell'azione dell'uomo, non dell'attuarsi di un qualche progetto umano”: frase che sottolinea come la storia della società debba essere intesa in modo “naturale” senza considerare presunte finalità o scopi di sorta. Come Smith e Hume, infatti, si è basato sull'importanza dell'ordine spontaneo, risultato coerente ed effettivo delle azioni non coordinate degli uomini. Ferguson vede infatti la storia da due punti di vista: la storia naturale, creata da Dio, e quella sociale che, in accordo con quella naturale, è fatta dagli uomini per spingersi verso il progresso. Il progresso per lui è quindi come l'esito di un processo spontaneo fondato sullo sforzo congiunto di molte generazioni e sugli effetti inintenzionali delle azioni umane, la cosiddetta eterogenesi dei fini.
In accordo con Montesquieu, Ferguson credeva che la civilizzazione degli individui si raggiungesse tramite la libertà civile, ovvero tramite leggi che restringessero l'indipendenza come individui per ottenere così libertà dal punto di vista della sicurezza e della giustizia comune: “un cittadino può essere considerato libero solo se ha il diritto di proprietà e il diritto di esercitarlo; la stessa restrizione nel commettere atti criminosi diventa parte della sua libertà. Nessuna persona può essere considerata libera quando un comportamento scorretto viene lasciato impunito.”
Ferguson poi si domanda quale sia la ragione che fa nascere e sviluppare la società civile; trova il fattore scatenante nella nascita dell'agricoltura, cui segue quella della proprietà privata, la quale viene protetta dalle leggi. La proprietà, infatti, si acquisisce e si migliora attraverso l'operosità, e proprio l'abitudine al lavoro e al sacrificio caratterizza le nazioni più avanzate; la sempre più articolata divisione del lavoro ha quindi condotto a un'organizzazione sociale sempre più complessa. Ferguson riconosce quindi alla proprietà un potente fattore di progresso.
Ruolo importante come motore della crescita viene svolto dall'innovazione e dall'avanzamento tecnologico. Per Ferguson le invenzioni sono spesso accidentali, ma la vera forza della loro diffusione risiede nei miglioramenti apportati nei periodi successivi da nuovi soggetti. Inoltre egli riserva molto importanza al fenomeno dell'imitazione di innovazioni provenienti da altre nazioni: a suo parere si recepiranno solo le innovazioni per cui quella nazione è pronta, ovvero quelle per cui si possiedono i presupposti necessari e che quindi sarebbero potute nascere all'interno della nazione stessa.
Se da una parte però Ferguson riconosce e accetta gli sviluppi della società moderna, egli ne critica la centralità dell'interesse commerciale e dell'individualismo, nonché la carenza di quei principi etici che caratterizzavano i popoli antichi: questi si facevano guidare da «obiettivi che suscitavano grande passione nell'animo e che li portavano ad agire avendo di mira l'interesse dei loro concittadini e a praticare quelle arti di deliberazione, di eloquenza, di politica e di guerra da cui dipende nel loro insieme il benessere delle nazioni e degli uomini», per il perseguimento appassionato e rischioso di grandi obiettivi di natura sovrapersonale.

### Parte IV – Delle conseguenze che risultano dallo sviluppo delle arti commerciali e civili
Di particolare interesse sono le considerazioni di Ferguson sul tema della divisione del lavoro, che saranno poi riprese ed ampliate da Adam Smith e da Karl Marx.
Per Ferguson l'arte (intesa come abilità del lavoro umano) è naturale negli uomini e le capacità acquisite col tempo dopo molti anni di pratica sono solo lo sviluppo di quello stesso talentodonatogli dalla natura.
Ferguson ritiene che "il sentimento di utilità spinge gli uomini a suddividere senza fine le loro professioni. È evidente che un popolo non potrebbe fare nessun grande progresso nel coltivare le arti della vita, fin tanto che non abbia separato e affidato a persone diverse i vari compiti che richiedono una peculiare abilità e attenzione".
La divisione dei compiti e la loro distribuzione a soggetti diversi diventa quindi prassi diffusa in ogni società al fine di raggiungere minori costi di produzione e aumento dei profitti:
Tuttavia, parallelamente ad un ampliamento della ricchezza, si assiste ad un'evidente degradazione della condizione umana, tale da mettere in dubbio lo stesso progresso e la stessa evoluzione sociale.
Dato che molti mestieri manuali non richiedono alcuna particolare competenza e riescono perfettamente anche con la totale cancellazione del sentimento e della ragione, le attività produttive industriali possono prosperare anche quando la mente dell'uomo viene attivata il meno possibile; la fabbrica e l'officina possono essere considerate alla stregua di enormi macchine, parte dei cui ingranaggi è costituita da uomini. Il proletariato industriale vive quindi condizioni di lavoro che divengono via via sempre più disumane, accumulando ignoranza, mentre l'imprenditore concentra su di sé l'intero dominio del processo produttivo:
Anche coloro che lavorano nel settore statale sono equiparati da Ferguson a parti di una macchina che concorrono in modo unitario a garantire allo stato le sue ricchezze, la sua forza e la sua condotta.
I fattori che spiegano la pesante subordinazione dei lavoratori agli imprenditori, e quindi il dualismo fra soggetti che hanno la possibilità di far uso della propria mente ed individui la cui funzione non richiede né ragionamento né passioni, sono così spiegati da Ferguson:
Quest'ultimo fattore appare in effetti fondamentale, in quanto, secondo Ferguson, a determinare concretamente lo stato di subordinazione non è tanto l'assenza di facoltà, quanto il non uso.
Sussiste per Ferguson un rapporto diretto tra attività che permettono di utilizzare le facoltà intellettive e l'affinamento delle capacità umane. Viene capovolto quindi il rapporto tra capacità individuali e occupazioni lavorative, dando al secondo aspetto un ruolo predominante nella determinazione del primo. Quando le facoltà intellettive non vengono impiegate, infatti, restano nascoste persino a chi le possiede e il protrarsi del loro mancato utilizzo ne impedisce lo sviluppo e l'affinamento; ciò risulta poi essere aggravato dalla mancanza di istruzione.
Applicando questi concetti all'analisi della società nel suo complesso, Ferguson afferma che le qualità intellettuali di un popolo sono coltivate o trascurate nella misura in cui esse vengono utilizzate nelle attività produttive e nell'esercizio degli affari. I costumi sociali, infatti, migliorano se un popolo è incoraggiato ad agire secondo principi di libertà e giustizia o, al contrario, peggiorano se esso è spinto a vivere in una condizione di miseria e di schiavitù.
La società preindustriale, in conclusione, ponendosi come obiettivo principale l'aumento della produzione, spinge verso una sempre più capillare divisione del lavoro, che si traduce in una maggiore produttività. Di pari passo con l'aumento della produttività, si manifestano a livello sociale tutti gli aspetti negativi connessi alla separazione del lavoro manuale da quello intellettuale: il differenziarsi delle professioni, infatti, se da un lato favorisce il perfezionamento delle abilità ed è la spinta che conduce al miglioramento della produttività, dall'altro diffonde la parcellizzazione delle funzioni e riduce la società ad un insieme di parti, nessuna delle quali sente l'esigenza di unirsi alle altre. Ferguson individua quindi il legame fra divisione del lavoro e frammentazione della società, frammentazione che trova i suoi presupposti nella divisione fra lavoro manuale e intellettuale e quindi nell'assenza di uguali possibilità, in seno alla collettività, di sviluppo e cura delle facoltà intellettuali.
A suo avviso, inoltre, quando si manifesta una disparità fra le condizioni ed una disuguale possibilità di coltivare le facoltà intellettuali, risulta molto difficile conservare la democrazia e da questo ne consegue che la divisione del lavoro risulta essere un ostacolo anche all'esercizio del potere popolare. In queste situazioni infatti le assemblee popolari risulterebbero certamente inadatte a scegliere i rappresentanti destinati a guidare la nazione; con tale affermazione l'autore sembra quasi prevedere l'inevitabilità dell'avvento di regimi dittatoriali nel caso di sistemi produttivi che, relegando la maggior parte degli individui all'esecuzione di operazioni meccaniche e ripetitive, ne annullano totalmente le capacità intellettuali. In contrapposizione a ciò, le professioni che richiedono maggiori conoscenze e che si basano sull'esercizio della fantasia e dell'amore della perfezione, migliorano lo status sociale dei lavoratori che le esercitano e li rendono liberi di seguire le loro inclinazioni intellettuali; questi non risultano quindi legati a nessun compito particolare e possono svolgere un ruolo attivo nella società.
Ciò che quindi sarebbe veramente auspicabile, per il benessere degli individui e per la salute della società è, secondo Ferguson, offrire a tutti la possibilità di scegliere liberamente come utilizzare le proprie capacità, intellettuali o manuali.

### Parte V – Del declino delle nazioni
In questa parte Ferguson tratta dell'importanza della guerra come virtù per difendere la propria nazione, e di quelle virtù tipiche dei soldati del passato che spesso vengono dimenticate dagli uomini della società moderna, i quali perseguono il fine egoistico del profitto.
Egli afferma come una nazione formata da uomini codardi e deboli è anch'essa una nazione debole: egli vede di malocchio la separazione fra cittadino, uomo politico e soldato, e auspica una partecipazione attiva dei cittadini alla vita politica della nazione ed alla sua difesa e sicurezza.

### Parte VI - Della corruzione e della schiavitù politica
L'idea di progresso di Ferguson si basa quindi sulla crescita commerciale della società, sottolineando però che se gli individui perseguissero solo i propri fini egoistici, questo condurrebbe a un declino nelle virtù proprie dell'uomo e quindi ad un collasso della società stessa.
Secondo Ferguson vi può essere ad un certo punto un'interruzione nel cammino verso il progresso, derivante dall'affermarsi di quei principi capitalistici che lui tanto criticava. L'affermarsi del desiderio di profitto e della brama di lussuria portano alla nascita di uomini corrotti, la cui unica forma di governo può esser il dispotismo; questo andrà evolvendosi verso forme sempre più restrittive, con l'introduzione della schiavitù e la graduale eliminazione delle libertà civili.
Tuttavia secondo Ferguson nel dispotismo stesso risiedono i presupposti per la sua fine: egli ripone completa fiducia nelle capacità del singolo individuo e nella sua forza che, intrinseca alla sua stessa natura, sarà in grado di riscattarlo dalle drammatiche condizioni che storicamente si trova a vivere.

## Edizioni
- Adam Ferguson, Saggio sulla storia della società civile, a cura di Pasquale Salvucci, Firenze, Vallecchi, 1973.
- Adam Ferguson, Saggio sulla storia della società civile, a cura di Alessandra Attanasio, Roma, Editori Laterza, 1999.